# Jonathan Loughran
Pour les articles homonymes, voir Loughran.
Jonathan Loughran est un acteur américain né en 1966.

## Filmographie
- 1989 : Sexbomb : Barry 1st Ad
- 1996 : À l'épreuve des balles (Bulletproof) : Rookie Cop
- 1998 : Waterboy (The Waterboy) : Lyle Robideaux
- 1999 : Big Daddy : Mike
- 1999 : Late Last Night (en) (TV) : Nitro
- 2000 : Little Nicky : John
- 2002 : Punch-Drunk Love : Wrong Number (voix)
- 2002 : The Master of Disguise : Security Guard
- 2002 : Huit Nuits folles d'Adam Sandler : Cop #1 (voix)
- 2003 : National Security : Sarcastic Cop
- 2003 : Self Control (Anger Management) : Nate
- 2003 : Kill Bill : Volume 1 (Kill Bill: Vol. 1) : le camionneur
- 2004 : Amour et Amnésie (50 First Dates) : Jennifer
- 2006 : Grandma's Boy : Josh
- 2007 : Boulevard de la mort : Jasper
- 2010 : Copains pour toujours : Robideaux